# Red Bull Arena (Salzburg)
De Red Bull Arena (tijdens het EK voetbal 2008 bekend als EM-Stadion Wals-Siezenheim) is een voetbalstadion in Salzburg. Het team van Red Bull Salzburg speelt in dit stadion zijn wedstrijden. Het is een van de acht stadions waarin gespeeld werd tijdens het Europees kampioenschap voetbal 2008. Het jonge stadion (de opening was in 2003) werd voor het EK verbouwd om plaats te bieden aan 30.000 toeschouwers. Opmerkelijk is dat dit stadion het enige kunstgrasveld van de T-Mobile Bundesliga had. Bij de Oostenrijkse aanmelding voor de Olympische Winterspelen van 2014 was Salzburg als gaststad gekozen, met dit stadion als kandidaat voor de openings- en sluitingsceremonie van de Spelen. Oostenrijk kreeg de Spelen echter niet toegewezen.

## Interlands
| Voetbalinterlands          | Voetbalinterlands          | Voetbalinterlands          | Voetbalinterlands          | Voetbalinterlands          | Voetbalinterlands          | Voetbalinterlands          | Voetbalinterlands          |
| №                          | Datum                      | Wedstrijd                  | Uitslag                    | Competitie                 | Toeschouwers               |                            |                            |
| EM-Stadion Wals-Siezenheim | EM-Stadion Wals-Siezenheim | EM-Stadion Wals-Siezenheim | EM-Stadion Wals-Siezenheim | EM-Stadion Wals-Siezenheim | EM-Stadion Wals-Siezenheim | EM-Stadion Wals-Siezenheim | EM-Stadion Wals-Siezenheim |
| -------------------------- | -------------------------- | -------------------------- | -------------------------- | -------------------------- | -------------------------- | -------------------------- | -------------------------- |
| 1.                         | 10 juni 2008               | Griekenland – Zweden       | 0 – 2                      | EK 2008                    | 31.063                     |                            |                            |
| 2.                         | 14 juni 2008               | Griekenland – Rusland      | 0 – 1                      | EK 2008                    | 31.063                     |                            |                            |
| 3.                         | 18 juni 2008               | Griekenland – Spanje       | 1 – 2                      | EK 2008                    | 30.883                     |                            |                            |
| Bullen Arena               |                            |                            |                            |                            |                            |                            |                            |
| 4.                         | 7 september 2010           | Oostenrijk – Kazachstan    | 2 – 0                      | Kwalificatie EK 2012       | 22.500                     |                            |                            |
| 5.                         | 7 juni 2011                | Kameroen – Rusland         | 0 – 0                      | Vriendschappelijk          | 3.000                      |                            |                            |
| Red Bull Arena             |                            |                            |                            |                            |                            |                            |                            |
| 6.                         | 24 mei 2012                | Georgië – Turkije          | 1 – 3                      | Vriendschappelijk          | 700                        |                            |                            |
| 7.                         | 26 mei 2012                | Finland – Turkije          | 2 – 3                      | Vriendschappelijk          | 1.000                      |                            |                            |
| 8.                         | 29 mei 2012                | Bulgarije – Turkije        | 0 – 2                      | Vriendschappelijk          | 2.000                      |                            |                            |
| 9.                         | 14 augustus 2013           | Oostenrijk – Griekenland   | 0 – 2                      | Vriendschappelijk          | 23.400                     |                            |                            |
| 10.                        | 1 juni 2016                | Zuid-Korea – Spanje        | 1 – 6                      | Vriendschappelijk          | 31.800                     |                            |                            |
| 11.                        | 6 september 2019           | Oostenrijk – Letland       | 6 – 0                      | Kwalificatie EK 2020       | 16.300                     |                            |                            |